# Galgaguta
Galgaguta (slovakiska: Guta) är en ort (by) i provinsen Nógrád i norra Ungern. Orten har 598 invånare (2024), på en yta av 15,89 km². Den ligger cirka 26,5 kilometer söder om Balassagyarmat.